# Sonate K. 37
Pour les articles homonymes, voir K37.
La sonate K. 37 (F.15/L.406) en ut mineur est une œuvre pour clavier du compositeur italien Domenico Scarlatti.

## Présentation
La sonate K. 37 en ut mineur est notée Allegro. Elle fait partie des pièces publiées par Thomas Roseingrave en 1739. À l'instar de la sonate K. 40, le style de Scarlatti évoque celui des concertos de Vivaldi.

## Manuscrits et édition
La sonate est publiée comme numéro 25 de l'édition Roseingrave (Londres, 1739) avec les sonates K. 31 à 42. Une copie manuscrite est le numéro 41 du volume XIV de Venise (1742), copié pour Maria Barbara ; l'autre est Vienne G 3.

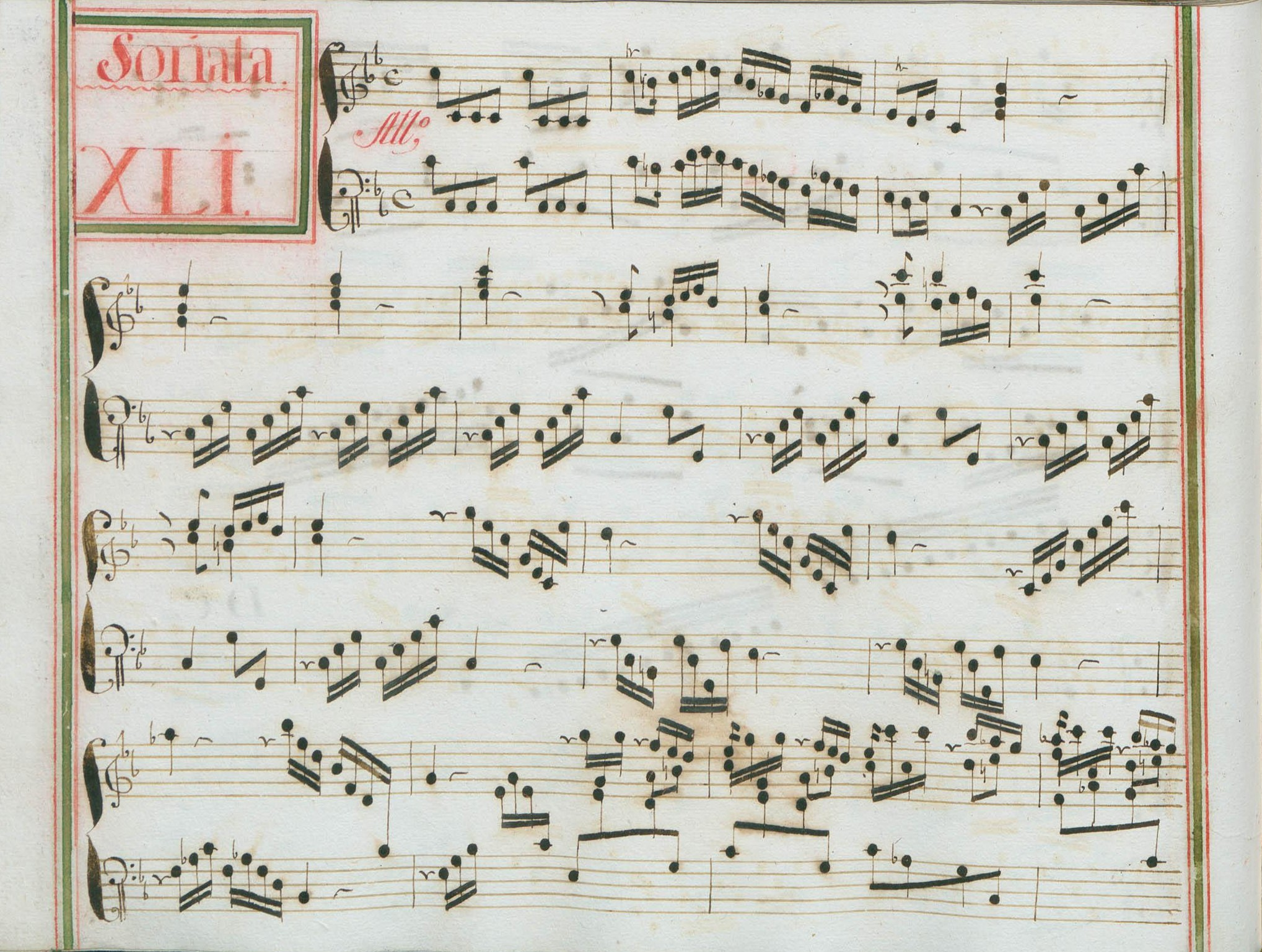
Venise XIV 41.
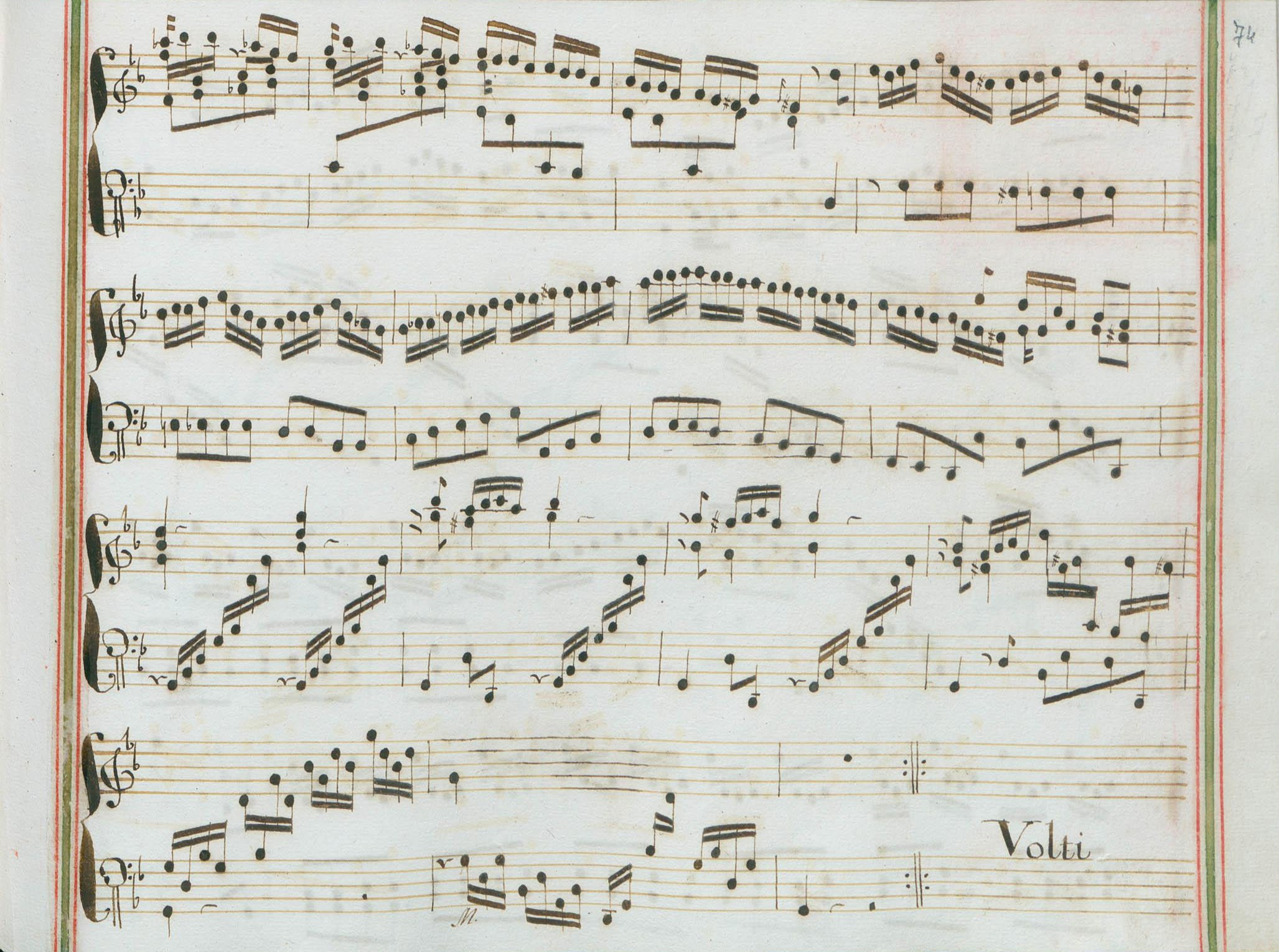
Venise XIV 41 (page 2).
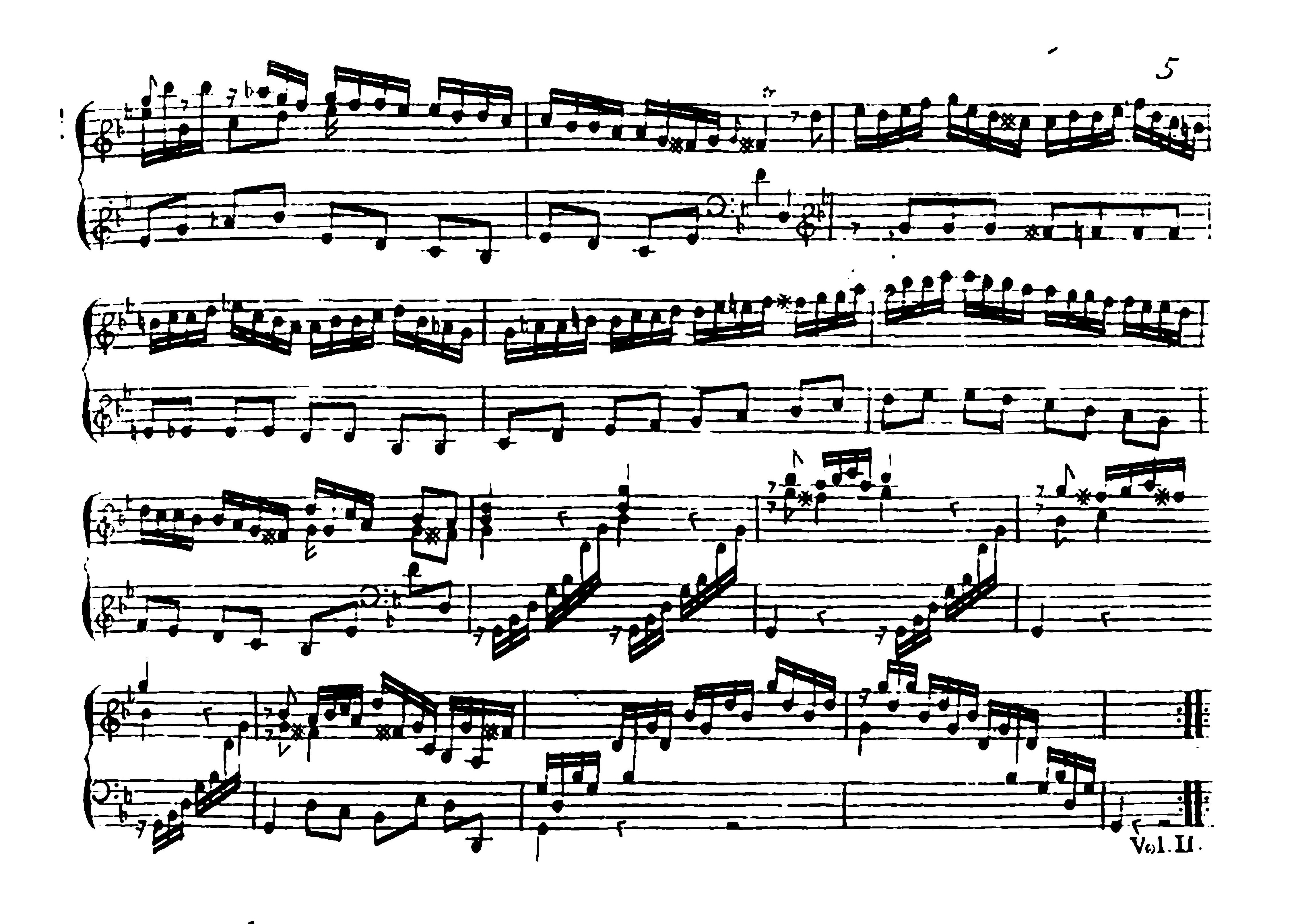
Fin de la première section, édition Londres, 1739.
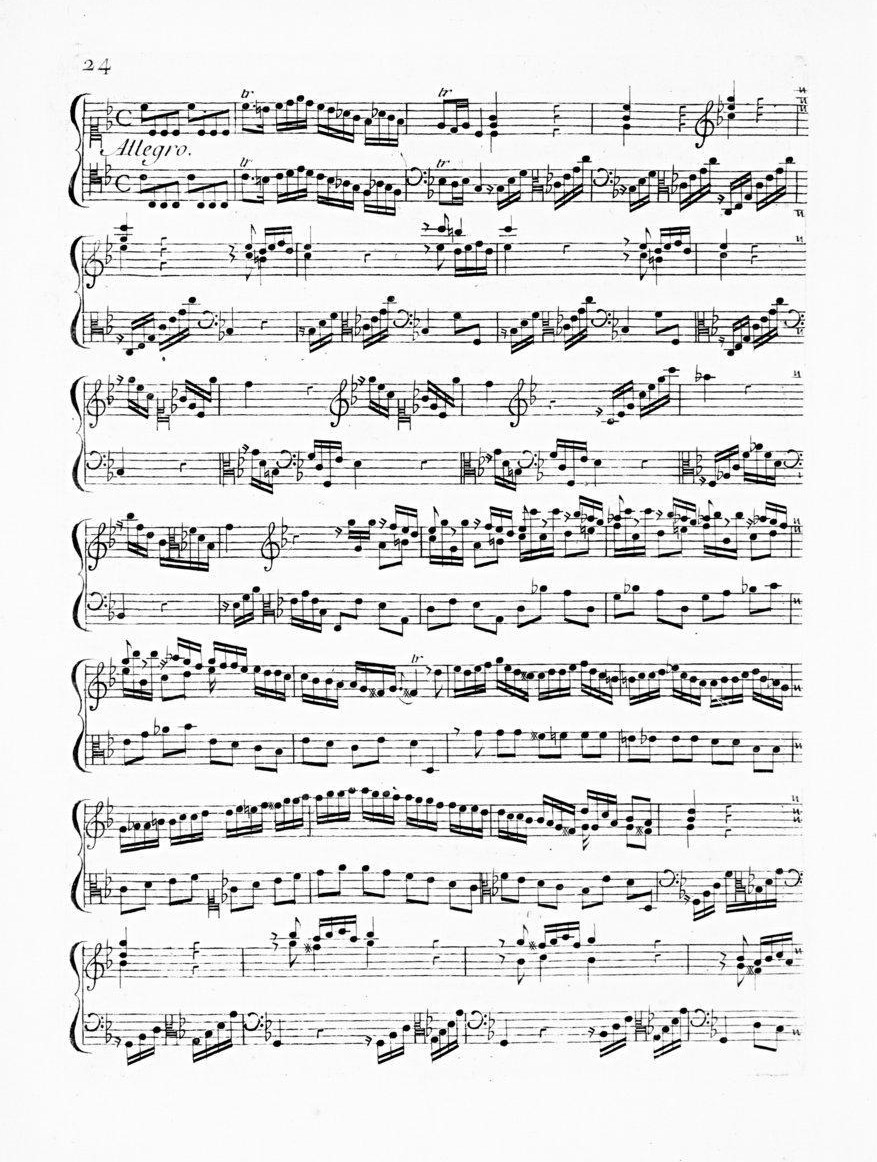
Édition Boivin, 1742.
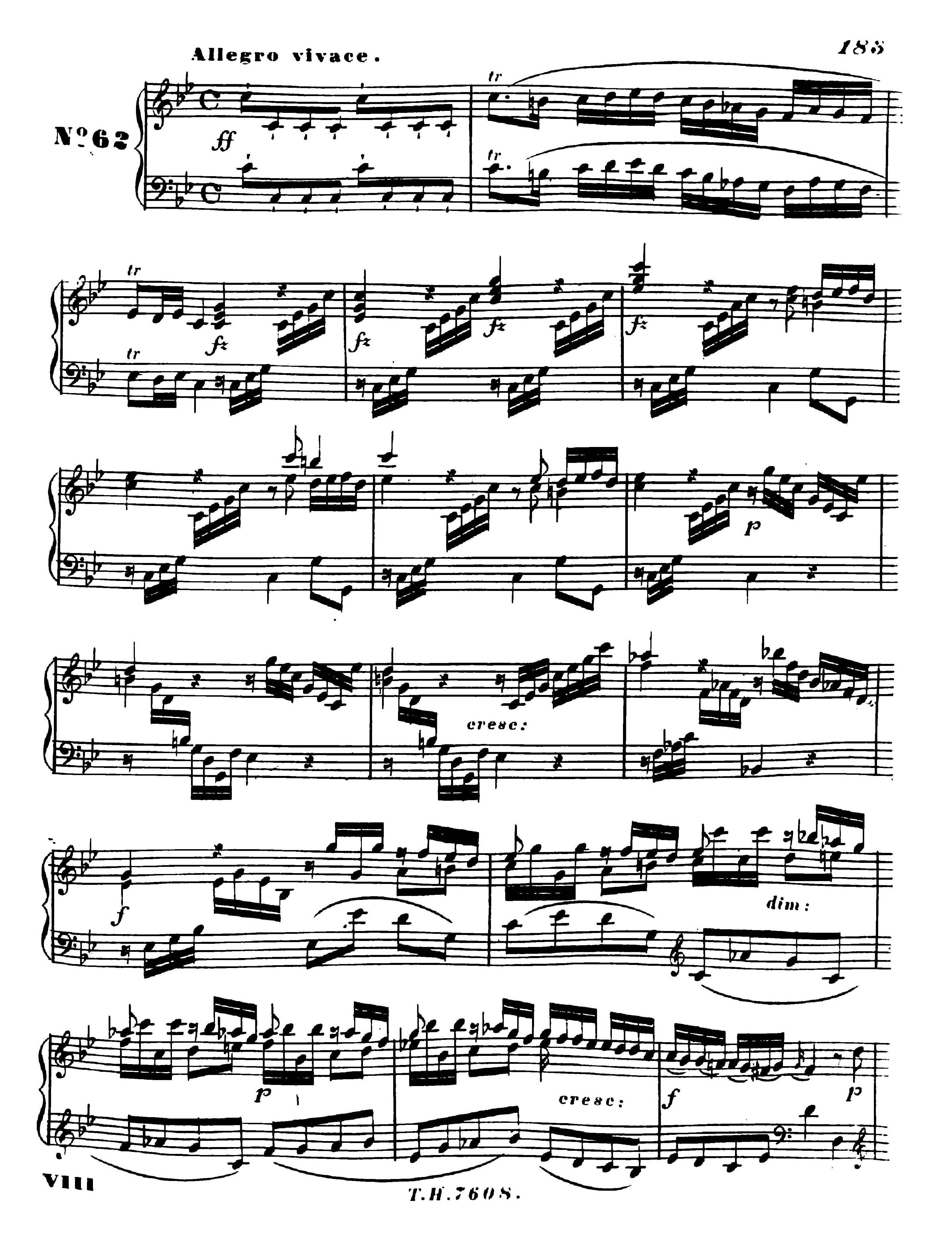
Édition Haslinger/Czerny, 1838.

## Interprètes
La sonate K. 37 est défendue au piano notamment par Benjamin Frith (1999, Naxos, vol. 5) ; au clavecin par Scott Ross (1985, Erato), Richard Lester (2005 et 2007, Nimbus, vol. 6 et 7) et Francesco Cera (Tactus, vol. 3).

## Sources
: document utilisé comme source pour la rédaction de cet article.
- Ralph Kirkpatrick (trad. de l'anglais par Dennis Collins), Domenico Scarlatti, Paris, Lattès, coll. « Musique et Musiciens », 1982 (1re éd. 1953 (en)), 493 p. (ISBN 978-2-7096-0118-4, OCLC 954954205, BNF 34689181).
- Alain de Chambure, « Domenico Scarlatti : Intégrale des sonates — Scott Ross », Erato (2564-62092-2), 1985 (OCLC 891183737) .